# LP-211
LP-211 es un fármaco que actúa como un agonista potente y selectivo del receptor de serotonina 5HT7, con mejor penetración en el cerebro que los agonistas 5-HT 7 más agonistas en la misma serie, y efectos similares en animales.